# Їде дах
Їде дах — дебютний студійний альбом української співачки Klavdia Petrivna, представлений 13 серпня 2024 року. Складається із восьми пісень українською мовою, які раніше не були представлені. Реліз платівки відбувся у день народження співачки. Цей альбом сама співачка розглядає як пролог до майбутніх концертів.

## Про альбом
Єдиною колаборацією у цьому альбому є заголовна пісня, у записі якої взяла участь Марія Кондратенко. Ця спільна робота не є випадковою, адже саме Марію довгий час вважали самою Klavdia Petrivna. У музичному відео на цю пісню також знялась Соломія Опришко, яку зараз вважають справжньою особистістю Klavdia Petrivna.
|                               | Ми створювали цей альбом впродовж декількох місяців, це була командна робота з понад 20 музичними професіоналами. Процес був не з легких: експерименти зі стилями, нове звучання. Але ми хотіли створити музику, яка б звучала свіжо і сучасно, але водночас мала глибину і зміст. Щоб була вайбовою й одночасно повертала на мить в минуле, часом про серйозне, але з гумором |
| — Klavdia Petrivna про альбом | |

## Список пісень
| #     | Назва              | Тривалість |
| ----- | ------------------ | ---------- |
| 1.    | «Гра»              | 2:47       |
| 2.    | «Їде дах»          | 3:00       |
| 3.    | «Сонце, жара»      | 2:50       |
| 4.    | «Пам’ятай (Техно)» | 2:40       |
| 5.    | «Барон»            | 2:47       |
| 6.    | «Верховна жриця»   | 2:09       |
| 7.    | «Не хочу»          | 2:46       |
| 8.    | «Зозуля»           | 2:29       |
| 21:00 |                    |            |